# Sibovia improvisula
Sibovia improvisula är en insektsart som beskrevs av Young 1977. Sibovia improvisula ingår i släktet Sibovia och familjen dvärgstritar. Inga underarter finns listade i Catalogue of Life.